# Taarlosche Diep
Het Taarlosche Diep is een beek bij het dorp Taarlo in de gemeente Tynaarlo in Drenthe. De beek is onderdeel van het beekstelsel van de Drentsche Aa.
Ter hoogte van de weg van Gasteren naar Loon gaat het Loonerdiep over in het Taarlosche Diep. De beek stroomt ten oosten van het dorp Taarlo. Bij de Tweediepskolk vloeit hij samen met het Gasterensche Diep en stroomt dan verder als het Oudemolensche Diep.
Amerdiep ·
Anlooërdiepje ·
Deurzerdiep ·
Gastersche Diep ·
Hoornsediep ·
Looner Diep ·
Scheebroekerloopje ·
Taarlosche Diep ·
Zeegserloopje